# Saison 2017 des Mets de New York
La saison 2017 des Mets de New York est la 56e saison en Ligue majeure de baseball pour cette franchise. 
La décevante saison 2017 des Mets est marquée par de nombreux joueurs blessés,. Avec 70 victoires et 92 défaites, le club signe sa pire saison depuis 2009 et glisse en 4e place de la division Est de la Ligue nationale. Les Mets ratent les séries éliminatoires après des participations en 2015 et 2016, et jouent leur première saison perdante depuis 2014.
Le 20 mai 2017, Terry Collins dirige les Mets pour un 1 013e match, dépassant le record d'équipe que détenait Davey Johnson. Collins se retire une fois la saison terminée avec le record de 1 134 matchs dirigés et Mickey Callaway lui succède comme gérant des Mets pour la saison 2018.

## Saison régulière
La saison régulière de 162 matchs des Mets débute le 3 avril 2017 par la visite à New York des Braves d'Atlanta, et se termine le 1er octobre suivant. 

### Classement
| Ligue nationale division Est | V  | D  | %    | Diff. | Diff. (séries) |
| ---------------------------- | -- | -- | ---- | ----- | -------------- |
| Nationals de Washington      | 97 | 65 | ,599 | -     | -              |
| Marlins de Miami             | 77 | 85 | ,475 | 20    | 10             |
| Braves d'Atlanta             | 72 | 90 | ,444 | 25    | 15             |
| Mets de New York             | 70 | 92 | ,432 | 27    | 17             |
| Phillies de Philadelphie     | 66 | 96 | ,407 | 31    | 21             |